# Édouard Jaunez (1834-1918)
Pour l’article homonyme, voir Édouard Jaunez.
Édouard Jaunez (1834-1918) est un ingénieur de l'école centrale de Paris, entrepreneur et député protestataire lorrain. Il est député au Reichstag de 1877 à 1890. Il épouse Berthe de Geiger en 1860, fille du baron Alexandre de Geiger, directeur des Faïenceries de Sarreguemines avec lequel il contribue à l'essor et au rayonnement de cette industrie,.

## Biographie
Édouard Jaunez naît à Metz dans une famille de notables mosellans le 12 novembre 1834,. Fils d'Auguste Jaunez, directeur technique des faïenceries de Vaudrevange et neveu du maire de Metz, son homonyme Édouard Jaunez, il fonde en 1865 la manufacture de carrelages et pavages céramiques Utzschneider & Ed. Jaunez à Sarreguemines en Lorraine. Après une formation d'ingénieur à l’École centrale de Paris, Jaunez se lance dans les affaires, parcourant toute l'Europe à la recherche d'opportunités.
En 1862, il participe à la construction de l’usine des Faïenceries de Sarreguemines. Il développera sans cesse son activité commerciale, en rachetant des fabriques de céramique à Wasserbillig au Luxembourg en 1873, à Jurbise en Belgique en 1876, à Paray-le-Monial en 1862, à Pont-Sainte-Maxence en 1882, à Zahna en Allemagne en 1891, à Oberbetschdorf en 1901 et enfin à Birkenfeld-Neubrücke en Allemagne en 1908. Il obtint la concession pour le dallage en carreaux du réseau des chemins de fer de l'Est et des casernes allemandes dans le Reich. Il était aussi propriétaire de 2 500 hectares de terres et de forêts et de 50 000 hectares de chasse en Lorraine et au Palatinat.
En 1874, il devient Bürgermeister (maire) de Sarreguemines. Par deux fois, il est président par intérim du district de Lorraine (Bezirk Lothringen). En janvier 1877, il devient membre du Conseil de l'Alsace-Lorraine. Il est réélu en juillet 1878, en octobre 1881, en octobre 1884 et en février 1887. Il siège au Reichstag comme député protestataire jusqu'en février 1890. De 1890 à 1903, Édouard Jaunez siège au Landtag, le parlement de l'Alsace-Lorraine. Le 11 mai 1904, Édouard Jaunez est anobli par Guillaume II. Ce dernier l'honore même d'une visite dans son château de Rémelfing l'année suivante. En 1908, sa société travaille pour l'armée, en pavant les casernes de l’empire, et pour les chemins de fer de l’Est. Les affaires seront florissantes jusqu’à la Première Guerre mondiale. Édouard von Jaunez meurt le 28 juin 1918, à Sarreguemines.
Son fils, Maximilian von Jaunez (1873-1947) fut également membre du Conseil d'Alsace-Lorraine, de 1903 à 1906.

## Sources
- Deutscher Parlaments-Almanach, Bd.: 14, Leipzig, 1881 (p. 163)
- Hirth, Georg: Hirth's Parlaments-Almanach, Bd.: 16, Berlin, 1887 (p. 173)
- Roth, François: Jaunez, Edouard (1835-1918) , dans Les Lorrains entre la France et l'Allemagne: itinéraires d'annexés, Metz : Éditions Serpenoise ; Nancy : Université de Nancy II, 1981.
- Datenbank der deutschen Parlamentsabgeordneten